# FC Wacker Innsbruck (1915)
Der Fußballclub Wacker Innsbruck war ein österreichischer Fußballverein aus der Tiroler Landeshauptstadt Innsbruck. Er wurde 1915 gegründet, löste sich jedoch bald wegen Uneinigkeit seiner Funktionäre und Spieler als FC Sturm Innsbruck auf. Der 1923 – wieder unter traditionellem Namen – neu gegründete Fußballclub Wacker Innsbruck erlebte schließlich seine Hochzeit in den 1970er Jahren, in denen fünf österreichische Meistertitel gewonnen werden konnten. Damals trat man zeitweilig gemeinsam mit der WSG Swarovski Wattens in einer Spielgemeinschaft auf. Nach wirtschaftlichen Schwierigkeiten erfolgte 1986 der Absturz in den Amateurfußball. 
Der neu gegründete FC Swarovski Tirol vertrat von nun an den Tiroler Fußball in der Bundesliga. Nachdem dieser 1992 aufgelöst worden war, konnte der FC Wacker Innsbruck wieder für eine Saison in den Profifußball zurückkehren, spielte aber nach der Gründung des FC Tirol Innsbruck wieder mit der eigenen Amateurmannschaft in der viertklassigen Landesliga Tirol. Da der Klub allerdings mittlerweile in der letzten Tiroler Spielstufe angekommen war, wurde in der Hauptversammlung vom 20. Mai 1999 die Vereinsauflösung beschlossen.
Nach dem Konkurs des FC Tirol Innsbruck im Jahr 2002, wurde ein neuer Verein gegründet, welcher seit dem 1. Juli 2007 wieder den Namen FC Wacker Innsbruck führt und sich auf die vielseitige Geschichte sämtlicher Vorgängervereine beruft.

Die Mannschaft von FC Wacker Innsbruck im Jahr 1920

## Geschichte

### 1914–1923: Gründung und vorläufiges Ende als FC Sturm
| 1919–1923                                                                                              | 1919–1923                                | 1919–1923                                | 1919–1923                                | 1919–1923                                | 1919–1923                                | 1919–1923                                | 1919–1923                                |
| Saison                                                                                                 | Platz (Teiln.)                           | Sp                                       | S                                        | U                                        | N                                        | Tore                                     | Pkt.                                     |
| Qualifikation für Tiroler A-Liga 1920/21                                                               | Qualifikation für Tiroler A-Liga 1920/21 | Qualifikation für Tiroler A-Liga 1920/21 | Qualifikation für Tiroler A-Liga 1920/21 | Qualifikation für Tiroler A-Liga 1920/21 | Qualifikation für Tiroler A-Liga 1920/21 | Qualifikation für Tiroler A-Liga 1920/21 | Qualifikation für Tiroler A-Liga 1920/21 |
| --- | ---------------------------------------- | ---------------------------------------- | ---------------------------------------- | ---------------------------------------- | ---------------------------------------- | ---------------------------------------- | ---------------------------------------- |
| 1919/20                                                                                                | Aufstieg des FC Wacker                   | Aufstieg des FC Wacker                   | Aufstieg des FC Wacker                   | Aufstieg des FC Wacker                   | Aufstieg des FC Wacker                   | Aufstieg des FC Wacker                   | Aufstieg des FC Wacker                   |
| Tiroler A-Klasse                                                                                       |                                          |                                          |                                          |                                          |                                          |                                          |                                          |
| 1920/21                                                                                                | 02. (5)                                  | 08                                       | 05                                       | 02                                       | 01                                       | 28:7                                     | 12                                       |
| 1921/22                                                                                                | 04. (4)                                  | 03                                       | 0                                        | 0                                        | 03                                       | 0:7                                      | 0                                        |
| 1922/23 1                                                                                              | 03. (4)                                  | 06                                       | 02                                       | 02                                       | 02                                       | 6:13                                     | 06                                       |
| Legende                                                                                                |                                          |                                          |                                          |                                          |                                          |                                          |                                          |
| | Aufstieg                                 |                                          |                                          |                                          |                                          |                                          |                                          |
| 1 1922/23: FC Wacker fusionierte mit FC Rapid Innsbruck und spielte unter dem Namen FC Sturm Innsbruck |                                          |                                          |                                          |                                          |                                          |                                          |                                          |

Die Geschichte des Tiroler Fußballs beginnt bereits im Jahre 1905 mit Fußball Innsbruck und ist relativ verbreitet als zehn Jahre später durch die Herren Jakob Hanspeter, Benedikt Hosp, Josef Leitner, Josef Albrecht und weiteren – heute nicht mehr namentlich bekannten Fußball-Idealisten – der Fußballclub Wacker als dritter Innsbrucker Fußballverein ins Leben gerufen wird: Die Gründung des Vereins erfolgte 1914 und dürfte dabei im oder kurz vor Juli erfolgt sein, denn das bislang erste bekannte Spiel fand am 19. Juli 1914 gegen Rapid Innsbruck statt und endete mit einem 4:1-Sieg des FC Wacker. Ende 1914 wurde die Einreichung des Statutes in die Wege geleitet, welche allerdings erst zu Jahresbeginn 1915, am 4. Februar, genehmigt wurden. Die, somit offizielle, Gründung wurde damals auch von mehreren Tageszeitungen und Sportmagazinen festgehalten:
| «Sport. (Neuer Verein.) In Innsbruck hat sich ein neuer Verein, der Fußballklub "Wacker" Innsbruck, gegründet. Die Statuten sind bereits von der Statthalterei in Innsbruck bewilligt. Beitrittsanmeldungen werden beim Schriftführer des Vereines Kiebachgasse Nr. 15, 3. Stock rechts, entgegengenommen.» (Innsbrucker Nachrichten, Jahrgang 1915, Nummer 63, 5. Februar 1915, Seite 8.) «Innsbruck. Dort hat sich ein Fußballclub gebildet, der sich den Namen "Wacker" beigelegt. Die Statuten sind bereits von der k. k. Statthalterei bewilligt und will der Verein auch dem Österreichischen Fußballverband beitreten.» (Illustriertes Österreichisches Sportblatt, Jahrgang IX, Nummer 3, 5. Februar 1915, Seite 7.) |

Diese schlichten Worte sind das erste offizielle Zeugnis des später erfolgreichsten Tiroler Fußballvereins. Die Vereinsfarben Wackers wurden mit schwarz-grün festgelegt, die Gründungsversammlung mit der Möglichkeit zur Einschreibung für Mitglieder folgte anschließend. Nach nur einer geringen Anzahl an Freundschaftsspielen gegen andere Innsbrucker- und auch Meraner Vereine musste der Spielbetrieb auf Grund des Ersten Weltkriegs bereits nach wenigen Monaten eingestellt werden. An einen geregelten Meisterschaftsbetrieb war auf Grund der Kriegsnachwirkungen vorerst bei keinem Tiroler Verein zu denken. Am 20. Februar 1919 fand die erste Nachkriegsversammlung statt, in welcher der FC Wacker seine Tätigkeiten wieder aufnahm. Angedacht wurde in dieser Versammlung auch ein Beitritt in den Münchner Fußballverband, da vom Wiener Verband aus keinerlei Unterstützung kam. Den Vorstand bildeten neben Obmann Benedikt Hosp und dem Stellvertreter Otto Gadner, die Herren Ferrari (Schriftführer), Legner (Schriftführer-Stv.) sowie die Beisitzer Feuerstein und Sauerwein. Auch der FC Wacker zollte dem Ersten Weltkrieg Tribut, die Spieler Pucher, Schiestl, Irenek, Pallua und Strobl kehren nicht mehr zurück. Im ersten Spiel nach der Reaktivierung des Spielbetriebes setzte es ein 0:9-Debakel gegen den SV Innsbruck.
Am 18. September 1920 trug das Gründungsmitglied des Tiroler Fußballverbandes schließlich sein erstes Tiroler A-Meisterschaftsspiel aus, es endete 1:1 gegen den FC Rapid Innsbruck. Nachdem es für die Schwarz-Grünen jedoch nicht richtig gelaufen war, fand sich der Verein 1922 als Tabellenletzter wieder. Um den Abstieg zu verhindern, fusionierte Wacker mit Rapid Innsbruck und legte sich den neuen Namen FC Sturm Innsbruck bei. Wegen Uneinigkeit der Funktionäre und Spieler kam jedoch 1923, trotz eines dritten Tabellenplatzes, die Auflösung des Vereines.
Obmann
- Februar 1915–März 1923: Bendikt Hosp

Spieler
| Tor                                                                    | Verteidigung | Mittelfeld | Angriff |
| ---------------------------------------------------------------------- | --- | --- | --- |
| 1919/20: Erich Fritz 1919–1921: Adolf Ferrari 1914–1921: Benedikt Hosp | 1914/15: Franz Oberhöller 1920–1926: Willi Ortler 1919–1921: Weber 1919–1921: Demetz 1914–1921: Josef Leitner 1919–1921: Max Mair | 1919–1926: Oskar Ortler sen. 1914–1922: Leopold Schöpf 1919/20: Weber 1923–1929: Fritz Haberfellner 1919–1922: Fritz Schwab sen. 1919–1922: Franz Oberhöller | 1914–1922: Josef Lauter 1920–1921: Adolf Franzelin 1919–1922: Karl Habtmann 1919–1921: Otto Gadner 1919–1921: Franz Zedrosser 1919–1922: Leopold Wolchowe 1914–1919: Rudolf Bucher 1919–1921: Fritz Ertl |

### 1923–1945: Neubeginn, Landescupsieger und Zweiter Weltkrieg
| 1923–1945                                                                                         | 1923–1945                     | 1923–1945                 | 1923–1945                 | 1923–1945                 | 1923–1945                 | 1923–1945                 | 1923–1945                 |
| Saison                                                                                            | Platz (Teiln.)                | Sp                        | S                         | U                         | N                         | Tore                      | Pkt.                      |
| ------------------------------------------------------------------------------------------------- | ----------------------------- | ------------------------- | ------------------------- | ------------------------- | ------------------------- | ------------------------- | ------------------------- |
| 1923/24                                                                                           | Nicht spielberechtigt.        | Nicht spielberechtigt.    | Nicht spielberechtigt.    | Nicht spielberechtigt.    | Nicht spielberechtigt.    | Nicht spielberechtigt.    | Nicht spielberechtigt.    |
| Tiroler B-Klasse                                                                                  |                               |                           |                           |                           |                           |                           |                           |
| 1924/25                                                                                           | 03. (4)                       | 06                        | 02                        | 0                         | 04                        | 20:12                     | 04                        |
| 1925/26                                                                                           | 01. (4)                       | 06                        | 06                        | 0                         | 0                         | 24:5                      | 12                        |
| Tiroler A-Klasse                                                                                  |                               |                           |                           |                           |                           |                           |                           |
| 1926/27                                                                                           | 02. (4)                       | 06                        | 02                        | 01                        | 03                        | 15:15                     | 05                        |
| 1927/28                                                                                           | 04. (6)                       | 10                        | 05                        | 0                         | 05                        | 32:36                     | 10                        |
| 1928/29                                                                                           | 03. (5)                       | 08                        | 05                        | 0                         | 03                        | 27:25                     | 10                        |
| 1929/30                                                                                           | 03. (4)                       | 01                        | 01                        | 04                        | 03                        | 06:17                     | 03                        |
| 1930/31                                                                                           | 03. (7)                       | 12                        | 06                        | 01                        | 04                        | 33:31                     | 13                        |
| 1931/32                                                                                           | 03. (4)                       | 06                        | 03                        | 01                        | 02                        | 20:15                     | 07                        |
| 1932/33                                                                                           | 04. (7)                       | 12                        | 05                        | 0                         | 07                        | 12:24                     | 10                        |
| 1933/34                                                                                           | 05. (7)                       | 12                        | 03                        | 04                        | 05                        | 23:30                     | 10                        |
| 1934/35                                                                                           | 04. (7)                       | 12                        | 05                        | 02                        | 05                        | 28:26                     | 12                        |
| 1935/36                                                                                           | 07. (7)                       | 12                        | 01                        | 03                        | 08                        | 17:38                     | 05                        |
| Tiroler B-Klasse                                                                                  |                               |                           |                           |                           |                           |                           |                           |
| 1936/37                                                                                           | 01. (6)                       | 10                        | 09                        | 0                         | 01                        | 41:12                     | 18                        |
| Tiroler A-Klasse                                                                                  |                               |                           |                           |                           |                           |                           |                           |
| 1937/38                                                                                           | 01. (4)                       | 12                        | 08                        | 01                        | 03                        | 39:24                     | 17                        |
| Tiroler Kreisliga                                                                                 |                               |                           |                           |                           |                           |                           |                           |
| 1938/39 K2 K3                                                                                     | 04. (6)                       | 05                        | 02                        | 01                        | 02                        | 10:16                     | 05                        |
| 1939/40 K3                                                                                        | Abbruch der Meisterschaft     | Abbruch der Meisterschaft | Abbruch der Meisterschaft | Abbruch der Meisterschaft | Abbruch der Meisterschaft | Abbruch der Meisterschaft | Abbruch der Meisterschaft |
| 1940/41 K3                                                                                        | 01. (6)                       | 08                        | 07                        | 01                        | 0                         | 41:16                     | 15                        |
| 1941/42 K3                                                                                        | 05. (5)                       | 06                        | 0                         | 01                        | 05                        | 12:27                     | 01                        |
| 1942/43 K3                                                                                        | 04. (4)                       | 03                        | 0                         | 0                         | 0                         | 6:22                      | 0                         |
| 1944                                                                                              | nicht teilgenommen            | nicht teilgenommen        | nicht teilgenommen        | nicht teilgenommen        | nicht teilgenommen        | nicht teilgenommen        | nicht teilgenommen        |
| 1945                                                                                              | nicht ausgetragen             | nicht ausgetragen         | nicht ausgetragen         | nicht ausgetragen         | nicht ausgetragen         | nicht ausgetragen         | nicht ausgetragen         |
| Legende                                                                                           |                               |                           |                           |                           |                           |                           |                           |
|                                                                                                   | Tiroler Meister bzw. Aufstieg |                           |                           |                           |                           |                           |                           |
|                                                                                                   | Abstieg                       |                           |                           |                           |                           |                           |                           |
| K2 Änderung des Meisterschaftsmodus und Umbenennung der Liga. K3 Meisterschaft wurde abgebrochen. |                               |                           |                           |                           |                           |                           |                           |

Vereinswappen der 1920er Jahre

Doch noch im selben Jahr 1923 wurde der Klub, wieder unter dem traditionellen Namen Fußballclub Wacker Innsbruck und den Vereinsfarben schwarz-grün neu ins Leben gerufen. In der Saison 1924/25 wurde der neu gegründete Fußballverein zur Tiroler B-Liga zugelassen – in dieser Saison wurde auch erstmals am Tivoliplatz gespielt. 1926 konnten die Schwarz-Grünen schließlich den Aufstieg in die A-Klasse erringen. In der höchsten Tiroler Liga konnte Wacker zwar vorerst keinen bestimmenden Platz einnehmen, mit dem geteilten Sieg im Tiroler Landescup mit dem Innsbrucker AC aber einen schönen Erfolg feiern. Die Endspiele endeten jeweils 1:1, sodass beide Teams als Sieger deklariert wurden. Nach dem zwischenzeitlichen Abstieg in die B-Klasse 1936 kehrten die Grün-Schwarzen 1938 zurück ins Tiroler Oberhaus. Mittlerweile hatte das Fachamt Fußball im Nationalsozialistischen Reichsbund für Leibesübungen den Tiroler Fußballverband übernommen und Kreisliga als landeshöchste Spielstufe eingeführt. Wacker war bis zu seinem Abstieg 1943 Mitglied dieser Kreisliga und bekam 1941 als Führender der Tabelle bei Abbruch der Meisterschaft den Titel zugesprochen. Die Kreisliga wird heute jedoch nicht als Tiroler Meisterschaft anerkannt, weshalb auch der Landesmeistertitel aus dieser Zeit in keiner offiziellen Statistik mehr auftaucht.
Obmann
- März 1923–März 1934: August Flöckinger
- März 1934–1945: Hans Hautz

Spieler
| Tor                                                                               | Verteidigung | Mittelfeld | Angriff |
| --------------------------------------------------------------------------------- | --- | --- | --- |
| 1926–1928: Eduard Neubarth 1925–1928: Josef Sailer 1928–30er Jahre: Josef Platzer | 1914–1929: Karl Grün 1923–1937: Walter Pervulesko 1924–30er Jahre: Hermann Margreiter 1925–30er Jahre: Walter Linser 1923–1926: Willy Linser 1925–1927: Max Mair | 1924–1930: Erwin Haidacher 1923–30er Jahre: Fritz Schwab sen. 1924–30er Jahre: Ferdinand Busarello 1923–1929: Erich Linser 1924–30er Jahre: Franz Oberhöller | 1926–1932: Karl Buemberger 1923–1926: Willi Ortler 1924–30er Jahre: Karl Habtmann 1924–30er Jahre: Oskar Ortler sen. 1926: Leopold Wolchowe 1926–1935: Anton Mölk 1926–30er Jahre: Eduard Sterzinger |

### 1945–1964: Die ersten Nachkriegserfolge und der Aufstieg in die Staatsliga
| 1945–1964 | 1945–1964          | 1945–1964          | 1945–1964          | 1945–1964          | 1945–1964          | 1945–1964          | 1945–1964          |
| Saison | Platz (Teiln.)     | Sp                 | S                  | U                  | N                  | Tore               | Pkt.               |
| Klasse Innsbruck | Klasse Innsbruck   | Klasse Innsbruck   | Klasse Innsbruck   | Klasse Innsbruck   | Klasse Innsbruck   | Klasse Innsbruck   | Klasse Innsbruck   |
| --- | ------------------ | ------------------ | ------------------ | ------------------ | ------------------ | ------------------ | ------------------ |
| 1946 K4 | nicht teilgenommen | nicht teilgenommen | nicht teilgenommen | nicht teilgenommen | nicht teilgenommen | nicht teilgenommen | nicht teilgenommen |
| B-Klasse-Oberinntal |                    |                    |                    |                    |                    |                    |                    |
| 1946/47 K4 | 01. (8)            | 14                 | 09                 | 03                 | 02                 | 46:19              | 21                 |
| A-Klasse Tirol |                    |                    |                    |                    |                    |                    |                    |
| 1947/48 | 10. (10)           | 18                 | 04                 | 03                 | 11                 | 29:56              | 11                 |
| B-Klasse – Innsbruck-Stadt |                    |                    |                    |                    |                    |                    |                    |
| 1948/49 K5 | 01. (9)            | 14                 | 12                 | 01                 | 01                 | 64:20              | 25                 |
| 1. Klasse Tirol |                    |                    |                    |                    |                    |                    |                    |
| 1949/50 | 03. (8)            | 14                 | 08                 | 02                 | 04                 | 43:24              | 18                 |
| 1. Klasse Innsbruck |                    |                    |                    |                    |                    |                    |                    |
| 1950/51 K4 | 03. (7)            | 12                 | 05                 | 03                 | 04                 | 39:33              | 13                 |
| 1951/52 | 02. (6)            | 10                 | 07                 | 0                  | 03                 | 32:15              | 14                 |
| 1. Klasse Innsbruck bzw. Tiroler Landesliga Qualifikation |                    |                    |                    |                    |                    |                    |                    |
| 1952/53 | 01. (9)            | 16                 | 12                 | 01                 | 03                 | 53:21              | 25                 |
| 1952/53 | 02. (3)            | 04                 | 02                 | 01                 | 01                 | 10:4               | 5                  |
| Tiroler Landesliga |                    |                    |                    |                    |                    |                    |                    |
| 1953/54 | 02. (8)            | 14                 | 10                 | 01                 | 03                 | 51:18              | 21                 |
| 1954/55 | 06. (9)            | 16                 | 07                 | 01                 | 08                 | 39:40              | 15                 |
| 1955/56 | 03. (10)           | 18                 | 09                 | 01                 | 08                 | 44:42              | 19                 |
| 1956/57 | 07. (10)           | 18                 | 05                 | 04                 | 09                 | 27:36              | 14                 |
| 1957/58 | 01. (10)           | 18                 | 14                 | 03                 | 01                 | 65:21              | 31                 |
| Arlbergliga |                    |                    |                    |                    |                    |                    |                    |
| 1958/59 | 07. (12)           | 22                 | 10                 | 01                 | 11                 | 34:43              | 21                 |
| 1959/60 | 03. (12)           | 22                 | 15                 | 01                 | 06                 | 60:31              | 31                 |
| Regionalliga West |                    |                    |                    |                    |                    |                    |                    |
| 1960/61 K4 | 02. (12)           | 22                 | 16                 | 03                 | 03                 | 65:31              | 35                 |
| 1961/62 | 03. (12)           | 22                 | 14                 | 04                 | 04                 | 56:28              | 32                 |
| 1962/63 | 03. (12)           | 22                 | 11                 | 05                 | 06                 | 44:22              | 27                 |
| 1963/64 | 01. (12)           | 22                 | 16                 | 6                  | 0                  | 73:20              | 38                 |
| Legende |                    |                    |                    |                    |                    |                    |                    |
| | Aufstieg           |                    |                    |                    |                    |                    |                    |
| | Abstieg            |                    |                    |                    |                    |                    |                    |
| K4 Änderung des Meisterschaftsmodus und Umbenennung der Liga. K5 Die restlichen Spiele wurden, als die Meisterschaft entschieden war, nicht mehr ausgetragen. |                    |                    |                    |                    |                    |                    |                    |

Vereinswappen ca. 1958 bis 1964

Nach der Wiedererstehung Österreichs wurde 1946 eine verkürzte Tiroler Meisterschaft eingeführt an der Wacker Innsbruck jedoch nicht teilnehmen konnte, da der Verein noch zu wenige Spieler zur Verfügung hatte. In der Saison 1946/47 stieg der FC Wacker in der B-Klasse-Oberinntal in das Meisterschaftsgeschehen ein und errang auf Anhieb den Meistertitel und, damit verbunden, den Aufstieg in die A-Klasse Tirol. Der Verein beendete die Saison auf dem 10. und letzten Platz und stieg in die B-Klasse-Innsbruck Stadt ab. In der Folgesaison 1948/49 erreichte Wacker den ersten Platz und stieg in die 1. Klasse Innsbruck auf. Dort verweilte der Klub bis zur Meistersaison 1952/53. Nach dem Aufstieg in die Tiroler Landesliga errang FC Wacker Innsbruck 1958 den Meistertitel und qualifizierte sich damit für die 1950 neu eingerichtete, zweitklassige Arlbergliga. Mit dem dritten Rang in der Spielsaison 1959/60 eroberte Wacker Innsbruck erstmals in seiner Vereinsgeschichte den Titel des Tiroler Landesmeisters. Dies gelang den Innsbruckern auch in den nachfolgenden Spieljahren 1960/61 und 1961/62. Den letzten Landesmeistertitel feierte Wacker mit dem Titelgewinn in der Regionalliga West 1963/64 der zugleich den erstmaligen Aufstieg in die höchste österreichische Spielklasse, der Staatsliga A bedeutete.
provisorischer Vorstann, Obmann bzw. Präsident
- 1945: Wilhelm Didl
- 1947 – 1948: Rudolf Ottlyk
- 1948 – 1953: Herbert Steiner
- 1953 – 1957: Rudolf Ottlyk
- 1957: Fritz Schwab sen.
- bis 1964: Hugo Linser

Trainer
- 1959–1960: Theodor Brinek sen.
- 1962: Wilhelm Hahnemann
- 1962/62: Theodor „Turl“ Wagner
- 1963–1965: Theodor Brinek sen.

Spieler
| Tor | Verteidigung | Mittelfeld | Angriff |
| --- | --- | --- | --- |
| 1946–1948: Kurt Jara sen. 1952–1948: Kurt Jara sen. 1947–1950: Josef Weidlich 1958–1971: Leo Tschenett | 1946–1949: Josef Bortolotti 1946–1948: Karl Sentobe 1946–1950: Hans Walser 1946–1949: Albert Abfalterer 1946–1955: Oskar Ortler 1957–1962: Karl Gretschnig 1958–1963: Max Puffer 1957–1963: Roman Schramseis | 1958–1966: Fritz Spielmann 1957–1960: Leopold Santifaller 1952–1962: Zankl 1959–1962: Kurt Meth 1961–1963: Werner Griesser 1963–1971: Roland Eschelmüller 1952–1962: Kirchebner 1957–1963: Ernst Jäger | 1958–1962: Kurth Lehr 1936–1950: Siegfried Walser 1946–1955: Josef Langer 1948–1950: Willi Schmid 1952–1958: Willi Schmid 1936–1950: Siegfried Walser 1933–1952: Hans Didl 1961–1963: Erwin Visintainer 1962/63: Theodor 'Turl' Wagner 1963–1967: Helmut Wartusch |

### 1964–1971: Der erste Meistertitel
| 1964–1971 | 1964–1971      | 1964–1971  | 1964–1971  | 1964–1971  | 1964–1971  | 1964–1971  | 1964–1971  |
| Saison | Platz (Teiln.) | Sp         | S          | U          | N          | Tore       | Pkt.       |
| Staatsliga | Staatsliga     | Staatsliga | Staatsliga | Staatsliga | Staatsliga | Staatsliga | Staatsliga |
| --- | -------------- | ---------- | ---------- | ---------- | ---------- | ---------- | ---------- |
| 1964/65 | 08. (14)       | 26         | 08         | 10         | 08         | 29:23      | 26         |
| Nationalliga |                |            |            |            |            |            |            |
| 1965/66 K6 | 08. (14)       | 26         | 08         | 09         | 09         | 32:31      | 25         |
| 1966/67 | 02. (14)       | 26         | 18         | 05         | 03         | 58:24      | 41         |
| 1967/68 | 02. (14)       | 26         | 15         | 07         | 04         | 45:27      | 37         |
| 1968/69 K7 | 07. (15)       | 28         | 12         | 05         | 11         | 46:43      | 29         |
| 1969/70 K8 | 05. (16)       | 30         | 14         | 05         | 11         | 52:38      | 33         |
| 1970/71 | 01. (16)       | 30         | 20         | 04         | 06         | 68:30      | 44         |
| Legende |                |            |            |            |            |            |            |
| | Meister        |            |            |            |            |            |            |
| K6 1965/66: Die Staatsliga wurde von Liga A in Nationalliga umbenannt. K7 1968/69: Die Nationalliga wurde um einen Verein auf 15 Vereine aufgestockt. K8 1969/70: Die Nationalliga wurde um einen Verein auf 16 Vereine aufgestockt. |                |            |            |            |            |            |            |

Vereinswappen ca. 1964 bis 1971

Wacker platzierte sich in der höchsten österreichischen Spielklasse auf Anhieb im guten Mittelfeld der Tabelle und feierte in der Saison 1966/67 punktegleich hinter dem SK Rapid Wien seinen ersten Vizemeistertitel. Damals wurde letztmals das System mit dem Torverhältnis angewendet, wobei die Rapidler um 7 Hundertstel besser waren. (Ausschlaggebend waren in der letzten Runde vom 24. Juni 1967 der beim Heim-5:1 über Schwarz-Weiß Bregenz erhaltene Gegentreffer aus einem Überraschungsschuss durch Heinz Pienz zum 3:1-Zwischenstand, aber auch ein vergebener Elfmeter und zwei Ausschlüsse. Kontrahent Rapid gewann – nach lediglich 1:1-Pausenstand – bei Admira/Wacker, damals "Admira/Energie" bezeichnet, mit 3:1.) Auch 1968 belegten die Innsbrucker den zweiten Rang hinter Rapid, diesmal betrug der Rückstand jedoch sieben Punkte. 1968/69 erreichte Wacker erstmals das Viertelfinale im ÖFB-Cup, scheiterte jedoch auswärts klar mit 0:3 wiederum an den Hütteldorfern. 1970 war es aus schwarz-grüner Sicht nunmehr soweit: Der FC Wacker Innsbruck feierte mit dem Gewinn des ÖFB-Cups seinen ersten österreichischen Titel nach einem 1:0-Erfolg im Finale gegen den Linzer ASK. Torschütze war Buffy Ettmayer.
Eine Überraschung, jedoch letztendlich keine Sensation, lieferte Innsbruck 1970 im Europacup der Cupsieger. Nachdem in der ersten Runde Partizani Tirana zweimal besiegt worden war, wartete mit dem fünffachen Europacupsieger Real Madrid ein übermächtiger Gegner auf den FC Wacker: Das weiße Ballett wurde am 21. Oktober 1970 im Estadio Santiago Bernabéu (Madrid), durch ein Tor von Leopold Grausam sensationell mit 1:0 besiegt. Im mit 17.500 Zuschauern berstend voll gefüllten Tivoli-Stadion konnte Innsbruck das Rückspiel am 4. November 1970 gegen die "Königlichen" bis knapp vor Schluss offen halten, ehe die Spanier den FC Wacker doch noch aus dem Bewerb warfen.
Die Saison 1970/71 brachte ein abwechslungsreiches Duell um den Titel des österreichischen Meisters zwischen den Innsbruckern und dem SV Austria Salzburg. Nachdem nach dem Herbstdurchgang noch die Salzburger die Tabelle angeführt hatten, gelang dem FC Wacker unter Trainer Otto Barić im Frühjahr der Sprung an die Tabellenspitze. Mit einem 4:2-Auswärtssieg im Spiel gegen SC Wacker Wien fixierten die Tiroler am 19. Juni 1971 ihren ersten österreichischen Meistertitel. Bei der Ankunft der Spieler in Innsbruck warteten bereits mehrere tausend Fans, die den Innsbruckern eine bis in die frühen Morgenstunden dauernde Siegesfeier bereiteten.
Präsident
- 1964–1966: Willy Linser
- 1966–1968: Rudolf Ottlyk
- 1968–1979: Erwin Steinlechner

Trainer
| - 1963–1965: Theodor Brinek sen. - 1965: Luis Schrettl, Walter Sommer - 1965: Anton Bulla | - 1966–1968: Leopold Šťastný - 1968–1970: Branko Elsner - 1971–1972: Otto Barić |

Spieler
| Tor | Verteidigung | Mittelfeld                                                | Angriff |
| --- | --- | --------------------------------------------------------- | --- |
| 1967–1971: Herbert Rettensteiner 1964/65: Herbert Gartner 1965/66: Gernot Fraydl 1966/67: Gordan Irovic | 1964–1967: Josef Sikic 1964–1968: Peter Pumm 1965–1968: Johann Eigenstiller 1967–1971: Heinz Binder 1968–1971: Werner Kriess 1970–1971: Johann Eigenstiller | 1963–1971: Roland Eschelmüller 1966–1971: Johann Ettmayer | 1963–1967: Helmut Wartusch 1964–1969: Helmut Siber 1965–1971: Franz Wolny 1966–1968: Helmut Redl 1968–1971: Kurt Jara |

### 1971–1986: Die Zeit der Spielgemeinschaft mit Wattens
| 1971–1986 (SSW Innsbruck) | 1971–1986 (SSW Innsbruck) | 1971–1986 (SSW Innsbruck) | 1971–1986 (SSW Innsbruck) | 1971–1986 (SSW Innsbruck) | 1971–1986 (SSW Innsbruck) | 1971–1986 (SSW Innsbruck) | 1971–1986 (SSW Innsbruck) |
| Saison | Platz (Teiln.)            | Sp                        | S                         | U                         | N                         | Tore                      | Pkt.                      |
| Nationalliga | Nationalliga              | Nationalliga              | Nationalliga              | Nationalliga              | Nationalliga              | Nationalliga              | Nationalliga              |
| --- | ------------------------- | ------------------------- | ------------------------- | ------------------------- | ------------------------- | ------------------------- | ------------------------- |
| 1971/72 K9 | 01. (15)                  | 28                        | 15                        | 09                        | 04                        | 49:20                     | 39                        |
| 1972/73 K10 | 01. (16)                  | 30                        | 18                        | 07                        | 05                        | 57:25                     | 43                        |
| 1973/74 K11 | 02. (17)                  | 32                        | 19                        | 08                        | 05                        | 57:21                     | 46                        |
| Bundesliga |                           |                           |                           |                           |                           |                           |                           |
| 1974/75 K12 | 01. (10)                  | 36                        | 24                        | 03                        | 09                        | 76:36                     | 51                        |
| 1. Division |                           |                           |                           |                           |                           |                           |                           |
| 1975/76 K13 | 02. (10)                  | 36                        | 18                        | 09                        | 09                        | 68:38                     | 45                        |
| 1976/77 | 01. (10)                  | 36                        | 21                        | 11                        | 04                        | 51:22                     | 53                        |
| 1977/78 | 03. (10)                  | 36                        | 15                        | 09                        | 12                        | 49:54                     | 39                        |
| 1978/79 | 10. (10)                  | 36                        | 08                        | 08                        | 20                        | 41:55                     | 24                        |
| 2. Division |                           |                           |                           |                           |                           |                           |                           |
| 1979/80 | 02. (16)                  | 30                        | 16                        | 09                        | 05                        | 60:26                     | 41                        |
| 1980/81 | 01. (16)                  | 30                        | 22                        | 06                        | 02                        | 69:18                     | 50                        |
| 1. Division |                           |                           |                           |                           |                           |                           |                           |
| 1981/82 | 05. (10)                  | 36                        | 14                        | 07                        | 15                        | 60:52                     | 35                        |
| 1982/83 K14 | 03. (16)                  | 30                        | 13                        | 12                        | 05                        | 55:36                     | 38                        |
| 1983/84 | 04. (16)                  | 30                        | 13                        | 11                        | 06                        | 54:31                     | 37                        |
| 1984/85 | 04. (16)                  | 30                        | 12                        | 08                        | 10                        | 51:44                     | 32                        |
| 1. Division / Meister-Playoff |                           |                           |                           |                           |                           |                           |                           |
| 1985/86 K15 | 08. (12)                  | 22                        | 07                        | 06                        | 09                        | 43:43                     | 20                        |
| 1985/86 K15 | 03. (8)                   | 36                        | 14                        | 11                        | 11                        | 69:57                     | 39                        |
| Legende |                           |                           |                           |                           |                           |                           |                           |
| | Meister bzw. Aufstieg     |                           |                           |                           |                           |                           |                           |
| | Abstieg                   |                           |                           |                           |                           |                           |                           |
| K9 1971/72: Die Nationalliga wurde um einen Verein auf 15 Vereine reduziert, weil FC Wacker Innsbruck und der SV Wattens fusionierten. K10 1972/73: Die Nationalliga wurde um einen Verein auf 16 Vereine aufgestockt. K11 1973/74: Die Nationalliga wurde um einen Vereine auf 17 Vereine aufgestockt. FK Austria Wien und WAC gründeten eine Spielgemeinschaft und die Meister der drei Regionalligen stiegen auf. K12 1974/75: Die Nationalliga wurde in Bundesliga umbenannt und um 7 Vereine auf 10 Vereine reduziert. Qualifiziert waren Vereine aus Burgenland (1), Kärnten (1), Niederösterreich (1), Oberösterreich (2), Salzburg (1), Steiermark (1), Tirol (1) und Wien (2) K13 1975/76: Die Bundesliga wurde in 1. Division umbenannt. K14 1982/83: Die 1. Division wurde um 6 Vereine auf 16 Vereine aufgestockt. K15 1985/86: Die 1. Division wurde um 4 Vereine auf 12 Vereine reduziert. Im Herbst wurde eine Hin- und eine Rückrunde mit 12 Vereinen ausgetragen. Im Frühjahr spielten die ersten 8 Vereine in einer Hin- und Rückrunde um den Meistertitel. |                           |                           |                           |                           |                           |                           |                           |

Vereinswappen der Spielgemeinschaft 1971–1975

Vereinswappen der Spielgemeinschaft 1975–1979

Am 20. Juli 1971 beschlossen die Verantwortlichen des FC Wacker Innsbruck und der ebenfalls erstklassigen WSG Wattens die Konzentration des Fußballsports in Tirol und bildeten eine Spielgemeinschaft mit dem Namen SpG Swarovski Wattens-Wacker Innsbruck. Die Vereinbarung galt nur für die Kampfmannschaften, die eigentlichen Fußballsektionen beider Vereine blieben selbstständig, um jeweils die eigene Nachwuchspflege zu betreiben. Unter Miteinbeziehung der Sponsoren wurde der Verein oft abgekürzt SSW Innsbruck (Spielgemeinschaft Swarovski Wacker Innsbruck) genannt. Die Spielgemeinschaft wurde in den 1970er-Jahren zum Aushängeschild im österreichischen Fußball. In den Jahren 1972, 1973, 1975 und 1977 eroberten die Tiroler jeweils den österreichischen Meistertitel und wurden auch viermal österreichischer Cupsieger (1973, 1975, 1978 und 1979). In diese erfolgreiche Zeit fallen auch die Mitropapokalsiege der Innsbrucker. Im Finale von 1975 besiegte die SSW den ungarischen Verein Budapesti Honvéd zu Hause mit 3:1 und auswärts mit 2:1. Im darauf folgenden Jahr 1976 wartete im Finale Velež Mostar auf die Spielgemeinschaft. SSW feierte mit zwei 3:1-Erfolgen über die Jugoslawen den zweiten Mitropapokalsieg. Aus der Saison 1975/76 ist vom Antreten im Europacup der Meister das Aufeinandertreffen mit Borussia Mönchengladbach erwähnenswert: am 17. September 1975 erreichten die Innsbrucker am Bökelberg ein 1:1, dem danach aber zuhause (ohne den gesperrten Tormann Friedl Koncilia) eine deutliche 1:6-Niederlage am 1. Oktober folgte. In der Saison 1977/78 gelangen nennenswerte Erfolge erneut im Europacup der Landesmeister. Nach Siegen gegen den FC Basel und Celtic Glasgow, scheiterten die Innsbrucker erst im Viertelfinale auf Grund der Auswärtstorregel wiederum gegen Borussia Mönchengladbach, als dem 3:1 vom 1. März 1978 am Tivoli zwei Wochen später eine 0:2-Auswärtsniederlage folgte (damit war der Freistoßtreffer von Jupp Heynckes zum 3:1-Endstand ausschlaggebend gewesen).

Vereinswappen der Spielgemeinschaft von 1979 bis 1986

Nach der Weltmeisterschaft 1978 mussten die Innsbrucker einige schmerzliche Abgänge hinnehmen, darunter Pezzey, Stering und Welzl. Trainer Eigenstiller war bald angezählt, es gab mehrmals Ablösediskussionen, und über den Winter wurde mit Lajos Baróti auch ein neuer Trainer geholt. Die stark geschwächte Mannschaft, die am 10. Mai 1979 auch die Brüder Friedl und Peter Koncilia verlor (lt. Präsident Rudolf Sams wegen "Unruhestiftung"), konnte sich nicht mehr in der 1. Division halten und stieg erstmals seit dem Aufstieg in die 2. Division ab. Dieser Abstieg hatte auch Umwälzungen in der Mannschaft und im gesamten Verein zur Folge. So kam es schon im Spätherbst 1978 auch zu Neu- oder Umbesetzungen bei den Funktionären, aber auch zu finanziellen Problemen, denn Sponsor Nordmende kündigte einen 700.000-Schilling-Vertrag. 1981 gelang der Wiederaufstieg in die 1. Division der Bundesliga, wo die Tiroler sich im ersten Tabellendrittel etablieren konnten, ohne jedoch eine Chance auf den Meistertitel zu haben. In den Jahren 1982 und 1983 erreichte SSW Innsbruck das Pokalfinale, verlor die Endspiele jedoch deutlich gegen die Wiener Vereine Rapid und Austria. Die wirtschaftliche Situation wurde aber immer schwieriger, der Profifußball stand in Innsbruck vor dem Ende.
Präsident (SSW Innsbruck)
| - 1968–1979: Erwin Steinlechner - 1979–1986: Oberst Rudolf Sams |

Trainer (SSW Innsbruck)
| - 1971–1972: Otto Barić - 1972: Richard Kirchler - 1972: Branko Elsner - 1972: Egon Herlan - 1972: Branko Elsner - 1973–1974: Robert Gebhardt | - 1974–1976: Branko Elsner - 1976–1977: Fritz Pfister - 1977–1978: Georg Keßler - 1978: Johann Eigenstiller - 1979: Lajos Baróti - 1979–1980: Peter Velhorn | - 1980–1983: Franz Wolny - 1983/1984: Heinz Binder - 1984–1985: Cor Brom - 1985: Werner Schwarz, Friedl Peer - 1985–1986: Felix Latzke |

Spieler (SSW Innsbruck)
| Tor | Verteidigung | Mittelfeld | Angriff |
| --- | --- | --- | --- |
| 1971/72: Herbert Rettensteiner 1971–1979: Friedl Koncilia 1981–1984: Fuad Đulić 1985/86: Tomislav Ivković | 1971–1973: Roland Eschelmüller 1971–1975: Engelbert Kordesch 1971–1977: Johann Eigenstiller 1971–1979: Werner Kriess 1973–1977: Rudolf Horvath 1974–1978: Bruno Pezzey 1975–1979: Didi Constantini 1976–1986: Robert Auer 1983–1985: Hugo Hovenkamp 1983–1986: Michael Streiter 1985/86: Ivica Kalinić | 1971: Günther Rinker 1971–1973: Walter Skocik 1971–1974: Roland Hattenberger 1971–1978: Manfred Gombasch 1971–1979: Peter Koncilia 1972–1975: Hans Rebele 1972–1978: Günther Rinker 1974–1983: Werner Schwarz 1976–1978: Josef Stering 1978–1980: Josef Hickersberger 1979–1983: Arnold Koreimann 1980–1986: Manfred Linzmaier 1981–1984: Roland Hattenberger 1984–1986: Arnold Koreimann 1984–1986: Andreas Spielmann 1985/86: Hans Müller | 1971: Hans Küppers 1971–1973: Kurt Jara 1971–1973: Franz Wolny 1971–1974: Peter Kastner 1971–1975: Ove Flindt-Bjerg 1972–1974: Wolfgang Breuer 1972/73: Helmut Siber 1975: Peter Kastner 1974–1978: Franz Oberacher 1974–1978: Kurt Welzl 1977–1982: Manfred Braschler 1982–1986: Alfred Roscher 1983–1986: Christoph Westerthaler 1985/86: Kurt Welzl |

| 1971–1986 (FC Wacker Innsbruck) | 1971–1986 (FC Wacker Innsbruck) | 1971–1986 (FC Wacker Innsbruck) | 1971–1986 (FC Wacker Innsbruck) | 1971–1986 (FC Wacker Innsbruck) | 1971–1986 (FC Wacker Innsbruck) | 1971–1986 (FC Wacker Innsbruck) | 1971–1986 (FC Wacker Innsbruck) |
| Saison                          | Platz (Teiln.)                  | Sp                              | S                               | U                               | N                               | Tore                            | Pkt.                            |
| 2. Klasse West                  | 2. Klasse West                  | 2. Klasse West                  | 2. Klasse West                  | 2. Klasse West                  | 2. Klasse West                  | 2. Klasse West                  | 2. Klasse West                  |
| ------------------------------- | ------------------------------- | ------------------------------- | ------------------------------- | ------------------------------- | ------------------------------- | ------------------------------- | ------------------------------- |
| 1971/72                         | keine Aufzeichnung              | keine Aufzeichnung              | keine Aufzeichnung              | keine Aufzeichnung              | keine Aufzeichnung              | keine Aufzeichnung              | keine Aufzeichnung              |
| 1972/73                         | keine Aufzeichnung              | keine Aufzeichnung              | keine Aufzeichnung              | keine Aufzeichnung              | keine Aufzeichnung              | keine Aufzeichnung              | keine Aufzeichnung              |
| 1973/74                         | 01. (8)                         | 14                              | 10                              | 03                              | 01                              | 53:13                           | 23                              |
| 1. Klasse West                  |                                 |                                 |                                 |                                 |                                 |                                 |                                 |
| 1974/75                         | 07. (10)                        | 18                              | 06                              | 02                              | 10                              | 30:29                           | 09                              |
| 1975/76                         | 01. (18)                        | 18                              | 15                              | 01                              | 02                              | 54:18                           | 31                              |
| Gebietsliga West                |                                 |                                 |                                 |                                 |                                 |                                 |                                 |
| 1976/77                         | 03. (12)                        | 22                              | 12                              | 04                              | 06                              | 48:33                           | 28                              |
| Amateurliga                     |                                 |                                 |                                 |                                 |                                 |                                 |                                 |
| 1977/78                         | 12. (12)                        | 22                              | 04                              | 04                              | 14                              | 27:58                           | 12                              |
| Gebietsliga Ost                 |                                 |                                 |                                 |                                 |                                 |                                 |                                 |
| 1978/79                         | 07. (12)                        | 22                              | 08                              | 04                              | 10                              | 31:40                           | 20                              |
| 1979/80                         | 05. (12)                        | 22                              | 07                              | 08                              | 07                              | 42:39                           | 22                              |
| 1980/81                         | 12. (12)                        | 22                              | 02                              | 02                              | 18                              | 25:69                           | 06                              |
| 1. Klasse Mitte                 |                                 |                                 |                                 |                                 |                                 |                                 |                                 |
| 1981/82                         | 11. (11)                        | 20                              | 01                              | 01                              | 18                              | 11:61                           | 03                              |
| 1982/83                         | nicht teilgenommen              | nicht teilgenommen              | nicht teilgenommen              | nicht teilgenommen              | nicht teilgenommen              | nicht teilgenommen              | nicht teilgenommen              |
| 1983/84                         | nicht teilgenommen              | nicht teilgenommen              | nicht teilgenommen              | nicht teilgenommen              | nicht teilgenommen              | nicht teilgenommen              | nicht teilgenommen              |
| 1984/85                         | nicht teilgenommen              | nicht teilgenommen              | nicht teilgenommen              | nicht teilgenommen              | nicht teilgenommen              | nicht teilgenommen              | nicht teilgenommen              |
| 1985/86                         | nicht teilgenommen              | nicht teilgenommen              | nicht teilgenommen              | nicht teilgenommen              | nicht teilgenommen              | nicht teilgenommen              | nicht teilgenommen              |
| Legende                         |                                 |                                 |                                 |                                 |                                 |                                 |                                 |
|                                 | Meister bzw. Aufstieg           |                                 |                                 |                                 |                                 |                                 |                                 |
|                                 | Abstieg bzw. Auflösung          |                                 |                                 |                                 |                                 |                                 |                                 |

Während die Spielgemeinschaft zwischen FC Wacker Innsbruck und Wattens von Erfolg zu Erfolg eilte, blieb auch ein Verein names FC Wacker Innsbruck bestehen, der ab 1973/74 mit einer Amateurmannschaft in der 2. Klasse West den Spielbetrieb aufnahm.
Präsident (FC Wacker Innsbruck)
- 1968–1979: Erwin Steinlechner
- 1980–1982: Hubert Klingan
- 1982–1986: Winfried Sponring

### 1986–1992: Der Neubeginn im Fußballkeller
| 1986–1992                            | 1986–1992      | 1986–1992 | 1986–1992 | 1986–1992 | 1986–1992 | 1986–1992 | 1986–1992 |
| Saison                               | Platz (Teiln.) | Sp        | S         | U         | N         | Tore      | Pkt.      |
| ------------------------------------ | -------------- | --------- | --------- | --------- | --------- | --------- | --------- |
| Platzierungen des FC Swarovski Tirol |                |           |           |           |           |           |           |
| 2. Klasse Mitte                      |                |           |           |           |           |           |           |
| 1986/87                              | 01. (13)       | 24        | 19        | 04        | 01        | 102:23    | 42        |
| 1. Klasse Ost                        |                |           |           |           |           |           |           |
| 1987/88                              | 01. (12)       | 22        | 20        | 0         | 02        | 64:22     | 40        |
| Gebietsliga West                     |                |           |           |           |           |           |           |
| 1988/89                              | 01. (12)       | 22        | 20        | 02        | 0         | 74:17     | 42        |
| Landesliga West                      |                |           |           |           |           |           |           |
| 1989/90                              | 02. (12)       | 22        | 14        | 02        | 06        | 64:21     | 30        |
| 1990/91                              | 01. (12)       | 22        | 18        | 03        | 01        | 77:16     | 39        |
| Tiroler Liga                         |                |           |           |           |           |           |           |
| 1991/92                              | 02. (14)       | 26        | 20        | 01        | 05        | 110:26    | 41        |
| Legende                              |                |           |           |           |           |           |           |
|                                      | Aufstieg       |           |           |           |           |           |           |

Vereinswappen des FC Wacker 1986 bis 1999

Im Juni 1986 beschlossen die WSG Wattens und der FC Wacker Innsbruck wieder getrennte Wege zu gehen und lösten die Spielgemeinschaft auf. Gernot Langes-Swarovski gründete zeitgleich den FC Swarovski Tirol. Der FC Swarovski übernahm die Bundesligalizenz der Spielgemeinschaft und in großen Zügen dessen Mannschaft. Der FC Wacker Innsbruck begann mit einer neuen Mannschaft im Fußballkeller, in der 2. Klasse Mitte bei den Amateuren. Trotz intensiver Bemühungen konnte keine Einteilung in eine höhere Klasse erreicht werden und so wurde als Ziel der sofortige Aufstieg in die nächsthöchste Klasse vorgegeben. Langfristig wurde sogar das Ziel verfolgt, in die Bundesliga aufzusteigen. Den Stamm bildete die letztjährige erfolgreiche Juniorenmannschaft, eine SPG zwischen dem FC Wacker und Union MK. Verstärkt wurde diese Mannschaft teils mit aktuell vereinslosen Spielern sowie einigen gezielten Verstärkungen höherklassiger Vereine. Dementsprechend sahen die Erfolge der Innsbrucker aus. Konkurrenten wurden zumeist hoch besiegt, gegen Igls gab es sogar einen 19:0-Erfolg und man verlor nur ein Spiel wegen Nachlässigkeit. Der Kader wurde jedes Jahr punktuell verstärkt, es folgte ein Durchmarsch von einer Klasse zur nächsten und 1989/90 spielten die Schwarz-Grünen bereits in der Landesliga West. Erst in dieser Klasse musste Innsbruck ein Jahr verweilen bis in der Saison 1990/91 der Aufstieg in die Tiroler Liga (4. Spielstufe) gelang. Wacker verstärkte sich weiter und wurde gemeinsam mit dem zweiten Aufsteiger SV Wörgl als Titelaspirant gehandelt. Im Verlauf des Frühjahrs 1992 wurde schließlich bekannt gegeben, dass der FC Wacker aufgrund der Auflösung des FC Swarovski Tirol, wieder dessen Bundesligalizenz übernehmen würde. Die bisherige Kampfmannschaft spielte als Amateurteam weiter in der Landesliga Tirol.
Präsident
- 1987–1999: Fritz Schwab jun.

Trainer
- 1986–1988: Peter Letzner
- 1988–1992: Werner Schwarz

Spieler
| Tor / Verteidigung / Mittelfeld / Angriff |
| --- |
| Herbert Lener, Günther Glieber, Herbert Siller, Günther Villgratner, Thomas Blasinger, Michael Peer, Mario Höller, Hans Eigenstiller, Robert Auer, Helmut Radl, Mario Saml, Ewald Kofler, Armin Wunderer, Peter Blaas, Roland Kobald, Kurt Eigenstiller, Erich Jarolin, Andreas Kittiger |

### 1992/93: Die letzte Saison im Profi-Fußball
| 1992/93                       | 1992/93                       | 1992/93                       | 1992/93                       | 1992/93                       | 1992/93                       | 1992/93                       | 1992/93                       |
| Saison                        | Platz (Teiln.)                | Sp                            | S                             | U                             | N                             | Tore                          | Pkt.                          |
| 1. Division / Meister-Playoff | 1. Division / Meister-Playoff | 1. Division / Meister-Playoff | 1. Division / Meister-Playoff | 1. Division / Meister-Playoff | 1. Division / Meister-Playoff | 1. Division / Meister-Playoff | 1. Division / Meister-Playoff |
| ----------------------------- | ----------------------------- | ----------------------------- | ----------------------------- | ----------------------------- | ----------------------------- | ----------------------------- | ----------------------------- |
| 1992/93                       | 02. (12)                      | 22                            | 10                            | 08                            | 04                            | 45:22                         | 28 (14)                       |
| 1992/93                       | 05. (8)                       | 36                            | 14                            | 12                            | 10                            | 63:43                         | 26                            |

Wacker Innsbruck übernahm die Profimannschaft des FC Swarovski Tirol und kehrte damit nach sechs Jahren im Amateurlager sozusagen als Nachfolgeverein des FC Swarovski wieder in den Profifußball zurück. Wacker-Präsident Fritz Schwab jun. holte Branko Elsner als Trainer zurück nach Innsbruck und verpflichtete gleichzeitig Walter Skocik und Fuad Đulić als neue Co-Trainer. Als Sponsor fungierte weiterhin die Daniel Swarovski Corporation. Der Klubname lautete entsprechend FC Wacker Swarovski Innsbruck. In der Meisterschaft konnte nur der fünfte Platz erreicht werden, dafür holten die Tiroler mit einem 3:1-Sieg über Rapid Wien den Cupsieg nach Innsbruck. Das Spiel um den Supercup verlor man jedoch nach einem 1:1-Remis mit 1:3 im Elfmeterschießen gegen den FK Austria Wien. Nach nur einer Saison in der Bundesliga wurde die Profiabteilung des FC Wacker auf politischen Druck des Landes Tirol als FC Tirol Innsbruck abgespalten. Der FC Wacker spielte erneut mit einem Amateurteam in der Landesliga Tirol.
Präsident
- 1987–1999: Fritz Schwab jun.

Trainer
- 1992: Branko Elsner
- 1993: Walter Skocik

Spieler
| Tor                  | Verteidigung | Mittelfeld | Angriff                                                                            |
| -------------------- | --- | --- | ---------------------------------------------------------------------------------- |
| 1992/93: Milan Oraze | 1992/93: Michael Baur 1992/93: Andrzej Lesiak 1992/93: Kurt Russ 1992/93: Harald Schneider 1992/93: Harald Schroll 1992/93: Michael Streiter 1992/93: Robert Wazinger | 1992/93: Mario Been 1992/93: Alfred Hörtnagl 1992/93: Roland Kirchler 1992/93: Richard Kitzbichler 1992/93: Manfred Linzmaier 1992/93: Helmut Lorenz 1992/93: Heinz Peischl 1992/93: Philipp Schwarz 1992/93: Andreas Spielmann | 1992/93: Václav Daněk 1992/93: Klaus Tiefenbrunner 1992/93: Christoph Westerthaler |

### 1993–1999: Der zweite Neubeginn bis zum endgültigen Aus
| 1993–1999                                    | 1993–1999      | 1993–1999 | 1993–1999 | 1993–1999 | 1993–1999 | 1993–1999 | 1993–1999 |
| Saison                                       | Platz (Teiln.) | Sp        | S         | U         | N         | Tore      | Pkt.      |
| -------------------------------------------- | -------------- | --------- | --------- | --------- | --------- | --------- | --------- |
| Platzierungen des FC Tirol Innsbruck         |                |           |           |           |           |           |           |
| Regionalliga Tirol                           |                |           |           |           |           |           |           |
| 1993/94                                      | 02. (7)        | 12        | 03        | 03        | 06        | 50:62     | 27        |
| 1994/95                                      | 04. (7)        | 30        | 10        | 07        | 13        | 59:55     | 27        |
| Regionalliga Tirol Regionalliga West         |                |           |           |           |           |           |           |
| 1995/96 K16                                  | 03. (10)       | 18        | 13        | 01        | 04        | 52:26     | 40        |
| 1995/96 K16                                  | 08. (8)        | 14        | 01        | 03        | 10        | 14:38     | 06        |
| Regionalliga West                            |                |           |           |           |           |           |           |
| 1996/97                                      | 16. (16)       | 30        | 01        | 02        | 27        | 16:160    | 05        |
| Tiroler Liga                                 |                |           |           |           |           |           |           |
| 1997/98                                      | 14. (16)       | 30        | 07        | 08        | 15        | 44:61     | 29        |
| 2. Klasse Mitte                              |                |           |           |           |           |           |           |
| 1998/99                                      | 02. (10)       | 18        | 13        | 03        | 02        | 70:35     | 42        |
| Legende                                      |                |           |           |           |           |           |           |
|                                              | Aufstieg       |           |           |           |           |           |           |
|                                              | Abstieg        |           |           |           |           |           |           |
| K16 1995/96: Einführung der Dreipunkteregel. |                |           |           |           |           |           |           |

1993/94 wurde in der Regionalliga Tirol der zweite Platz erobert. Der Umstieg vom Profi- ins Amateurlager fiel dem Verein aber schwer. Im ÖFB-Cup trat der FC Wacker Innsbruck als Titelverteidiger an, hatte aber mit einer reinen Amateurmannschaft keine Chance. Bereits in der zweiten Cuprunde schied der Verein mit 0:8 gegen den FC Kufstein aus. 1995/96 wurde die Qualifikation für das Meister-Play-Off in der Landesliga Tirol als Ziel ausgegeben, um im Herbst in der eingleisigen Regionalliga West spielen zu können. Die Qualifikation wurde zwar geschafft, in der Regionalliga West belegte der FC Wacker jedoch abgeschlagen nur den achten und letzten Rang. Auch 1996/97 wurden die Tiroler Letzter der Regionalliga (16. Platz) und stiegen wieder in die Tiroler Liga ab. Aufgrund des anhaltenden sportlichen Misserfolges und der infrastrukturell schlechten Trainingsbedingungen des Vereins gab der Präsident des FC Wacker, Fritz Schwab jun., jegliche Aufstiegsambitionen in die 2. Division auf. Der Stamm der Mannschaft wechselte daraufhin zu anderen Vereinen. Als Ziel des Vereins wurde nur mehr der Klassenerhalt ausgegeben. Nach dem 14. Platz in der Tiroler Liga 1997/98 und trotz des Klassenerhaltes entschloss sich der Wacker-Präsident zum Austausch des gesamten Kaders und zum freiwilligen Abstieg des FC Wacker in die 2. Klasse Mitte, der letzten Tiroler Spielklasse. Mit diesem Abstieg stand der FC Wacker Innsbruck sowohl sportlich als auch finanziell vor dem endgültigen Aus. Aus diesem Grund entschloss man sich zu erfolgreichen Verhandlungen mit dem FC Tirol Innsbruck bezüglich einer Eingliederung des FC Wacker in den Amateurbereich des FC Tirol. Am 20. Mai 1999 wurde in der Hauptversammlung des FC Wacker Innsbruck die Vereinsauflösung beschlossen. Der Fußballclub Wacker Innsbruck war als eigenständiger Verein damit Geschichte.
Präsident
- 1987–1999: Fritz Schwab jun.

Trainer
| - 1993: Walter Skocik, Werner Schwarz, Fuad Đulić - 1993–1996: Robert Auer - 1996–1997: Werner Schwarz, Robert Auer | - 1997–1998: Johann Trenkwalder - 1998–1999: Peter Fürst |

Spieler
| Tor / Verteidigung / Mittelfeld / Angriff |
| --- |
| ab 1993/94 Jochen Zöschg, Wolfgang Froidl, Robert Wolny, Stefan Rapp, Ronald Fuchs, Georg Lutz, Patrick Pöll, Markus Scheder, Hermann Bacher, Friedrich Bacher |

## Titel und Erfolge
- 1 × Viertelfinale Meisterpokal: 1978
- 2 × Mitropacupsieger: 1975, 1976
- 5 × Österreichischer Meister: 1971, 1972, 1973, 1975, 1977
- 4 × Österreichischer Vizemeister: 1967, 1968, 1974, 1976
- 6 × Österreichischer Cupsieger: 1970, 1973, 1975, 1978, 1979, 1993
- 3 × Österreichischer Cupfinalist: 1976, 1982, 1983
- 1 × Supercupfinalist: 1993
- 4 × Tiroler Landesmeister: 1941 (inoffiziell); 1960, 1961, 1962, 1964
- 1 × Tiroler Landescupsieger: 1930 (geteilt mit Innsbrucker AC)
- 2 × Zweitligameister: 1964 (Regionalliga West), 1981 (2. Division)
- 1 × Meister Tiroler Landesliga (3): 1958
- 1 × Meister 1. Klasse Innsbruck (4): 1953
- 1 × Meister B-Klasse Innsbruck-Stadt: 1949
- 1 × Meister B-Klasse Oberinntal: 1947

Anmerkung: Sämtliche in der Zeit von 1972 bis 1986 errungenen Titel und Erfolge fallen in die Ära der Spielgemeinschaft mit der WSG Wattens.

### Torschützenkönige
- 1973 – 22 Tore: Wolfgang Breuer
- 1993 – 24 Tore: Václav Daněk

## Europacupbilanz
| Saison  | Wettbewerb        | Runde         | Gegner                   | Gesamt    | Hin     | Rück          |
| ------- | ----------------- | ------------- | ------------------------ | --------- | ------- | ------------- |
| 1966/67 | Mitropacup        | Achtelfinale  | Tatabányai Bányász       | 1:3       | 0:1 (A) | 1:2 (H)       |
| 1967    | Intertoto-Cup     | Gruppenphase  | FC Schalke 04            | 2:3       | 1:2 (H) | 1:1 (A)       |
| 1967    | Intertoto-Cup     | Gruppenphase  | Zagłębie Sosnowiec       | 4:7       | 3:4 (A) | 1:3 (H)       |
| 1967    | Intertoto-Cup     | Gruppenphase  | Djurgårdens IF           | 9:0       | 7:0 (A) | 2:0 (H)       |
| 1968    | Intertoto-Cup     | Gruppenphase  | Eintracht Braunschweig   | 2:5       | 1:2 (H) | 1:3 (A)       |
| 1968    | Intertoto-Cup     | Gruppenphase  | AB Kopenhagen            | 2:1       | 2:0 (A) | 0:1 (H)       |
| 1968    | Intertoto-Cup     | Gruppenphase  | Lausanne-Sports          | 4:6       | 3:2 (H) | 1:4 (A)       |
| 1968/69 | Messestädte-Cup   | 1. Runde      | Eintracht Frankfurt      | 2:5       | 2:2 (H) | 0:3 (A)       |
| 1969/70 | Mitropacup        | Achtelfinale  | Csepel SC                | (M)3:3(M) | 2:1 (H) | 1:2 (A)       |
| 1969/70 | Mitropacup        | Viertelfinale | Inter Bratislava         | 1:3       | 0:3 (H) | 1:0 (A)       |
| 1970    | Intertoto-Cup     | Gruppenphase  | Rot-Weiss Essen          | 8:2       | 4:1 (A) | 4:1 (H)       |
| 1970    | Intertoto-Cup     | Gruppenphase  | Polonia Bytom            | 2:4       | 0:1 (A) | 2:3 (H)       |
| 1970    | Intertoto-Cup     | Gruppenphase  | AC Horsens               | 4:0       | 4:0 (H) | 0:0 (A)       |
| 1970/71 | Cup der Cupsieger | 1. Runde      | FK Partizani Tirana      | 5:3       | 3:2 (H) | 2:1 (A)       |
| 1970/71 | Cup der Cupsieger | 2. Runde      | Real Madrid              | 1:2       | 1:0 (A) | 0:2 (H)       |
| 1971    | Intertoto-Cup     | Gruppenphase  | Borussia Dortmund        | 6:5       | 3:3 (A) | 3:2 (H)       |
| 1971    | Intertoto-Cup     | Gruppenphase  | Åtvidabergs FF           | 2:5       | 1:3 (A) | 1:2 (H)       |
| 1971    | Intertoto-Cup     | Gruppenphase  | ROW Rybnik               | 3:2       | 0:1 (H) | 3:1 (A)       |
| 1971/72 | Meistercup        | 1. Runde      | Benfica Lissabon         | 1:7       | 0:4 (H) | 1:3 (A)       |
| 1972    | Intertoto-Cup     | Gruppenphase  | AC Nitra                 | 1:5       | 0:1 (H) | 1:4 (A)       |
| 1972    | Intertoto-Cup     | Gruppenphase  | Örgryte IS               | 7:5       | 2:4 (A) | 5:1 (H)       |
| 1972    | Intertoto-Cup     | Gruppenphase  | AB Kopenhagen            | 4:3       | 3:1 (H) | 1:2 (A)       |
| 1972/73 | Meistercup        | 1. Runde      | Dynamo Kiew              | 0:3       | 0:1 (H) | 0:2 (A)       |
| 1973    | Intertoto-Cup     | Gruppenphase  | Kickers Offenbach        | 6:6       | 2:4 (H) | 4:2 (A)       |
| 1973    | Intertoto-Cup     | Gruppenphase  | Boldklubben 1903         | 5:4       | 3:0 (H) | 2:4 (A)       |
| 1973    | Intertoto-Cup     | Gruppenphase  | Wisła Krakau             | 3:3       | 2:3 (A) | 1:0 (H)       |
| 1973/74 | Meistercup        | 1. Runde      | ZSKA Sofia               | 0:4       | 0:3 (A) | 0:1 (H)       |
| 1974/75 | UEFA-Cup          | 1. Runde      | Borussia Mönchengladbach | 2:4       | 2:1 (H) | 0:3 (A)       |
| 1974/75 | Mitropacup        | Gruppenphase  | NK Rijeka                | 3:1       | 3:1 (A) | 0:0 (H)       |
| 1974/75 | Mitropacup        | Gruppenphase  | Tatabányai Bányász       | 5:1       | 4:1 (H) | 1:0 (A)       |
| 1974/75 | Mitropacup        | Finale        | Budapest Honvéd          | 5:2       | 3:1 (H) | 2:1 (A)       |
| 1975    | Intertoto-Cup     | Gruppenphase  | Sparta Rotterdam         | 9:1       | 6:0 (H) | 3:1 (A)       |
| 1975    | Intertoto-Cup     | Gruppenphase  | Standard Lüttich         | 2:2       | 1:1 (H) | 1:1 (A)       |
| 1975    | Intertoto-Cup     | Gruppenphase  | Malmö FF                 | 1:0       | 0:0 (A) | 1:0 (H)       |
| 1975/76 | Meistercup        | 1. Runde      | Borussia Mönchengladbach | 2:7       | 1:1 (A) | 1:6 (H)       |
| 1975/76 | Mitropacup        | Gruppenphase  | Zbrojovka Brünn          | 4:5       | 3:4 (A) | 1:1 (H)       |
| 1975/76 | Mitropacup        | Gruppenphase  | Ferencváros Budapest     | 3:0       | 1:0 (H) | 2:0 (A)       |
| 1975/76 | Mitropacup        | Finale        | Velež Mostar             | 6:2       | 3:1 (H) | 3:1 (A)       |
| 1976    | Intertoto-Cup     | Gruppenphase  | Eintracht Braunschweig   | 2:1       | 1:1 (A) | 1:0 (H)       |
| 1976    | Intertoto-Cup     | Gruppenphase  | Baník Ostrava            | 2:4       | 1:2 (H) | 1:2 (A)       |
| 1976    | Intertoto-Cup     | Gruppenphase  | AIK Solna                | 6:4       | 3:3 (A) | 3:1 (H)       |
| 1976/77 | UEFA-Cup          | 1. Runde      | Start Kristiansand       | 7:1       | 2:1 (H) | 5:0 (A)       |
| 1976/77 | UEFA-Cup          | 2. Runde      | Videoton SC              | 1:2       | 1:1 (H) | 0:1 (A)       |
| 1977    | Intertoto-Cup     | Gruppenphase  | FC Zürich                | 5:1       | 2:1 (A) | 3:0 (H)       |
| 1977    | Intertoto-Cup     | Gruppenphase  | Eintracht Frankfurt      | 2:2       | 1:1 (H) | 1:1 (A)       |
| 1977    | Intertoto-Cup     | Gruppenphase  | Internacionál Bratislava | 3:7       | 1:3 (H) | 2:4 (A)       |
| 1977/78 | Meistercup        | 1. Runde      | FC Basel                 | 3:2       | 3:1 (A) | 0:1 (H)       |
| 1977/78 | Meistercup        | 2. Runde      | Celtic Glasgow           | 4:2       | 1:2 (A) | 3:0 (H)       |
| 1977/78 | Meistercup        | Viertelfinale | Borussia Mönchengladbach | (a)3:3(a) | 3:1 (H) | 0:2 (A)       |
| 1978    | Intertoto-Cup     | Gruppenphase  | 1. FC Kaiserslautern     | 1:9       | 1:3 (A) | 0:6 (H)       |
| 1978    | Intertoto-Cup     | Gruppenphase  | Slavia Prag              | 3:8       | 3:4 (H) | 0:4 (A)       |
| 1978    | Intertoto-Cup     | Gruppenphase  | Odense BK                | 4:4       | 3:0 (H) | 1:4 (A)       |
| 1978/79 | Cup der Cupsieger | 1. Runde      | Zagłębie Sosnowiec       | 4:3       | 3:2 (A) | 1:1 (H)       |
| 1978/79 | Cup der Cupsieger | 2. Runde      | Ipswich Town             | 1:2       | 0:1 (A) | 1:1 n. V. (H) |
| 1979/80 | Cup der Cupsieger | 1. Runde      | Lokomotíva Košice        | 1:3       | 1:2 (H) | 0:1 (A)       |
| 1981    | Intertoto-Cup     | Gruppenphase  | Budućnost Titograd       | 3:4       | 1:3 (H) | 2:1 (A)       |
| 1981    | Intertoto-Cup     | Gruppenphase  | Odense BK                | 4:3       | 1:1 (A) | 3:2 (H)       |
| 1981    | Intertoto-Cup     | Gruppenphase  | Östers IF                | 2:6       | 1:2 (H) | 1:4 (A)       |
| 1983    | Intertoto-Cup     | Gruppenphase  | Internacionál Bratislava | 4:4       | 1:2 (A) | 3:2 (H)       |
| 1983    | Intertoto-Cup     | Gruppenphase  | FK Sloboda Tuzla         | 2:4       | 1:2 (A) | 1:2 (H)       |
| 1983    | Intertoto-Cup     | Gruppenphase  | Honvéd Budapest          | 3:4       | 2:1 (H) | 1:3 (A)       |
| 1983/84 | Cup der Cupsieger | 1. Runde      | 1. FC Köln               | 2:7       | 1:0 (H) | 1:7 (A)       |
| 1984    | Intertoto-Cup     | Gruppenphase  | GKS Katowice             | 1:2       | 1:2 (A) | 0:0 (H)       |
| 1984    | Intertoto-Cup     | Gruppenphase  | Östers IF                | 4:2       | 2:2 (A) | 2:0 (H)       |
| 1984    | Intertoto-Cup     | Gruppenphase  | Vålerenga IF Fotball     | 3:4       | 1:2 (A) | 2:2 (H)       |
| 1984/85 | UEFA-Cup          | 1. Runde      | Real Madrid              | 2:5       | 0:5 (A) | 2:0 (H)       |
| 1985/86 | UEFA-Cup          | 1. Runde      | RFC Lüttich              | 1:4       | 0:1 (A) | 1:3 (H)       |
| 1992/93 | UEFA-Cup          | 1. Runde      | AS Rom                   | 1:5       | 1:4 (H) | 0:1 (A)       |

Gesamtbilanz: 136 Spiele, 50 Siege, 21 Unentschieden, 65 Niederlagen, 213:236 Tore (Tordifferenz −23)

## Frauenfußball
| 1979–1989 | 1979–1989                                     | 1979–1989                                     | 1979–1989                                     | 1979–1989                                     | 1979–1989                                     | 1979–1989                                     | 1979–1989                                     |
| Saison | Platz (Teiln.)                                | Sp                                            | S                                             | U                                             | N                                             | Tore                                          | Pkt.                                          |
| keine Ligateilnahme | keine Ligateilnahme                           | keine Ligateilnahme                           | keine Ligateilnahme                           | keine Ligateilnahme                           | keine Ligateilnahme                           | keine Ligateilnahme                           | keine Ligateilnahme                           |
| --- | --------------------------------------------- | --------------------------------------------- | --------------------------------------------- | --------------------------------------------- | --------------------------------------------- | --------------------------------------------- | --------------------------------------------- |
| 1979/80 W1 | keine Information                             | keine Information                             | keine Information                             | keine Information                             | keine Information                             | keine Information                             | keine Information                             |
| 1980/81 | keine Information                             | keine Information                             | keine Information                             | keine Information                             | keine Information                             | keine Information                             | keine Information                             |
| 1981/82 | keine Information                             | keine Information                             | keine Information                             | keine Information                             | keine Information                             | keine Information                             | keine Information                             |
| 1982/83 W2 | keine Information                             | keine Information                             | keine Information                             | keine Information                             | keine Information                             | keine Information                             | keine Information                             |
| Bezirksliga Oberbayern |                                               |                                               |                                               |                                               |                                               |                                               |                                               |
| 1983/84 | 03. (9)                                       | 16                                            | 10                                            | 02                                            | 04                                            | 54:18                                         | 022                                           |
| 1984/85 | 01. (9)                                       | 16                                            | 13                                            | 03                                            | 0                                             | 53:9                                          | 029                                           |
| 1985/86 | 01. (10)                                      | 18                                            | 15                                            | 01                                            | 02                                            | 58:18                                         | 031                                           |
| Bayern A-Klasse |                                               |                                               |                                               |                                               |                                               |                                               |                                               |
| 1986/87 W3 | 01. (10)                                      | 16                                            | 14                                            | 01                                            | 01                                            | 72:10                                         | 029                                           |
| Bezirksliga Oberbayern |                                               |                                               |                                               |                                               |                                               |                                               |                                               |
| 1987/88 | 06. (10)                                      | 18                                            | 09                                            | 02                                            | 07                                            | 31:35                                         | 020                                           |
| 1988/89 W4 | Mannschaft während des Bewerbes zurückgezogen | Mannschaft während des Bewerbes zurückgezogen | Mannschaft während des Bewerbes zurückgezogen | Mannschaft während des Bewerbes zurückgezogen | Mannschaft während des Bewerbes zurückgezogen | Mannschaft während des Bewerbes zurückgezogen | Mannschaft während des Bewerbes zurückgezogen |
| Legende |                                               |                                               |                                               |                                               |                                               |                                               |                                               |
| | Meister bzw. Aufstieg                         |                                               |                                               |                                               |                                               |                                               |                                               |
| W1 Der Verein wurde als FC Möbel-Reiter Innsbruck gegründet. W2 Der Verein benannte sich in FC Wacker Innsbruck um. W3 Der Verein benannte sich in FC Wacker Innsbruck-Mittenwald um. W4 Es liegen keine Informationen über den Tabellenstand vor. |                                               |                                               |                                               |                                               |                                               |                                               |                                               |

In den 1980er-Jahren gab es beim FC Wacker auch eine Frauenfußballsektion. Diese spielte aus geographischen und finanziellen Gründen außer Konkurrenz in der bayrischen Bezirksliga und konnte den Bewerb zweimal gewinnen. Die Wacker-Damen durften trotzdem am ÖFB-Cup teilnehmen und zogen in der Saison 1984/85 überraschend in das Cupfinale ein, das ebenso sensationell mit 2:0 (2:0), Tore: Kaltenbrunner (4.), Depaoli (28.), gegen den Erstligisten LUV Graz gewonnen werden konnte. Am 22. Mai 1986 wurde in Mittenwald (BRD) ein neuer Verein mit der Bezeichnung FC Wacker Innsbruck-Mittenwald gegründet um sowohl die Sportanlagen in Mittenwald kostenlos benützen als auch offiziell an der Meisterschaft teilnehmen zu können. Durch diese „Neugründung“ wurde die Mannschaft eine Klasse tiefer in die A-Klasse gereiht. Sie konnte 1987 überlegen den Titel erringen und wieder in die Bezirksklasse aufsteigen.
- 1 × Österreichischer Frauen-Cup-Sieger: 1985